# Reflujo euroasiático
El término reflujo eurasiático se ha utilizado para determinar el reciente retorno de humanos desde el oeste de Eurasia a África Oriental, hace unos 3.000 años. El homo sapiens habría salido de África hace unos 100.000 años, y hace unos 3.000 años, los agricultores de Anatolia y el Cercano Oriente emigraron de regreso al Cuerno de África. Se pueden encontrar signos de esta migración en los genomas de personas contemporáneas de todo el África Oriental.
Las personas que migraron de regreso a África estaban estrechamente relacionadas con los agricultores neolíticos que habían llevado la agricultura del Cercano Oriente a Europa hace unos 7,000 años. Esta población también está estrechamente relacionada con los sardos actuales.
En noviembre de 2015, un informe sobre un genoma etíope de 4.500 años de antigüedad había originalmente sobrestimado la influencia genética del flujo de retorno de Eurasia, afirmando que se podían encontrar signos de la migración en genomas de toda África. Esta afirmación errónea se basó en un error de procesamiento de datos y se corrigió en febrero de 2016.